# Oribatula novazealandica
Oribatula novazealandica är en kvalsterart som först beskrevs av Hammer 1967.  Oribatula novazealandica ingår i släktet Oribatula och familjen Oribatulidae. Inga underarter finns listade i Catalogue of Life.